# Centris vulpecula
Centris vulpecula är en biart som beskrevs av Hermann Burmeister 1876. Centris vulpecula ingår i släktet Centris och familjen långtungebin. Inga underarter finns listade.